# Henschel Hs 129
Henschel Hs 129 var ett tyskt attackflygplan från andra världskriget.
Planet var ett svar på en specifikation från Reichsluftfahrtministerium 1937 på ett tvåmotorigt markattackflygplan. Specifikationen sa att planet skulle vara litet med bra skydd för både besättning och motorer samt bära minst två 20 mm kanoner. Förutom Henschel tog även Focke-Wulf, Gotha och Hamburger Flugzeugbau fram plan för specifikationen, men det var bara Henschel och Focke-Wulf (med Focke-Wulf Fw 189C) som lyckades imponera på uppdragsgivaren.
Hs 129 ritades av Henschels chefsdesigner Friedrich Nicolaus och är gjort helt i metall, med en liten cockpit med begränsat synfält för piloten. Piloten skyddades av en bepansrad nos och 75 mm bepansrat glas. Den ursprungliga betyckningen bestod av två 20 mm MF FF kanoner och två 7,92 mm MG 17 kulsprutor. Motorerna hos prototypen var två Argus As 410-motorer på 347 kW (465 hk). Trots att testflygningar visade att planet hade för klena motorer och var för segmanövrerat så beställdes åtta förproduktionsplan, dessa skickades till 5./LG 2 1940 och överfördes 1941 till 4./SG 101 som var stationerad vid Paris-Orly, två exemplar av planet skickades dock till Schönefeld där de försågs med Gnome-Rhône-motorer. Planet led fortfarande av för klena motorer men på grund av striderna i öster tillverkades ändå ett stort antal plan och togs i tjänst. När Sovjets stridsvagnsstyrkor blev mer kapabla att sätta käppar i hjulet för tyskarna började man utveckla en variant av Hs 129:an med mer eldkraft och även pansarvärnskapacitet. Hs 129B-2 dök upp på slagfältet under 1943. Några av Hs 129B-2 undervarianter var utrustade med 30 mm och 37 mm kanoner men när dessa framåt 1944 blev ineffektiva mot de sovjetiska stridsvagnarna togs en ny variant av planet fram som kunde bära en 75 mm kanon.

## Varianter
- Hs 129A-0, förproduktionsvariant försett med Argus As 410-motorer.
- Hs 129B-0, utvecklingsvariant där Argusmotorerna har ersatts av mer kraftfulla Gnome-Rhône 14M stjärnmotorer på 522 kW. Förutom nya motorer så designades cockpitfönstret om och trimen gjordes elektrisk. Beväpningen bestod av fyra 20 mm MG 151/20 kanoner och två 7,92 mm MG 17 kulsprutor. Denna variant levererades efter december 1941.
- Hs 129B-1, produktionsvarianten av ovanstående utvecklingsvariant. Den kom i aktiv tjänst i april 1942.
  - Hs 129B-1/R1, Rüstsätze till Hs 129B-1 där beväpning har utökats med två 50 kg bomber eller 96 antipersonbomber.
  - Hs 129B-1/R2, Rüstsätze till Hs 129B-1 där en 30 mm MK 101 kanon har monterats under flygkroppen.
  - Hs 129B-1/R3, Rüstsätze till Hs 129B-1 försedd med fyra extra 7,92 mm MG 17 kulsprutor i en kapsel under flygkroppen.
  - Hs 129B-1/R4, Rüstsätze till Hs 129B-1 med möjlighet att bära en 250 kg bomb.
  - Hs 129B-1/R5, Rüstsätze till Hs 129B-1 försedd med en Rb 50/30 kamera för rekognoseringsuppdrag.
- Hs 129B-2, variant framtagen för att kunna bära bättre vapen än föregångaren. Den dök upp på slagfältet under 1943.
  - Hs 129B-2/R1, Rüstsätze till Hs 129B-2 beväpnad med två 20 mm MG 151/20 kanoner och två 13 mm MG 131 kulsprutor,
  - Hs 129B-2/R2, Rüstsätze till Hs 129B-2 med liknande beväpning som ovanstående undervariant med ytterligare en 30 mm MK 103 kanon monterad under flygkroppen.
  - Hs 129B-2/R3, Rüstsätze till Hs 129B-2 där man plockat bort de två 13 mm kulsprutorna och istället monterat en 37 mm BK 37 kanon.
  - Hs 129B-2/R4, Rüstsätze till Hs 129B-2 som utrustats med en halvautomatisk 75 mm PaK 40 kanon med ett vertikalt magasin för 10 skott.[1]
- Hs 129B-3, variant utvecklad från Hs 129B-2/R4 där PaK 40 kanonen har ersatts av en elektropneumatisk manövrerad 75 mm BK 7,5 kanon. Endast 25 exemplar tillverkades av denna variant, huvuddelen användes av Schlachtgeschwader 9 för operationer på den norra delen av östfronten under krigets slutskede. BK 7,5 som var en vidare utveckling av PaK 40 hade ett trummagasin för 12 skott installerat inne i flygkroppen, själva kanonen var installerad i en kåpa under buken på flygplanet. Kanonen med dess kåpa kunde sprängas loss med explosiva bultar vid nödsituationer som motorbortfall.[2] En hydraulisk rekylbroms och en stor mynningsbroms var nödvändiga för att avfyra den kraftfulla kanonen från ett tämligen litet flygplan.

Inräknat prototyper byggdes det totalt 879 Hs 129.